# Abraham Aronofsky
Abraham Aronofsky is een acteur. Hij is getrouwd met Charlotte Aronofsky en is de vader van Darren Aronofsky. Aronofsky zat op de Yeshivah of Flatbush Elementary School in Brooklyn.

## Filmografie
- 1998: Pi
- 2000: Requiem for a Dream
- 2006: The Fountain
- 2008: The Wrestler
- 2010: Black Swan